# 大正三美人
大正三美人（たいしょうさんびじん）とは、大正時代に美人といわれた3人のことである。

## 三美人

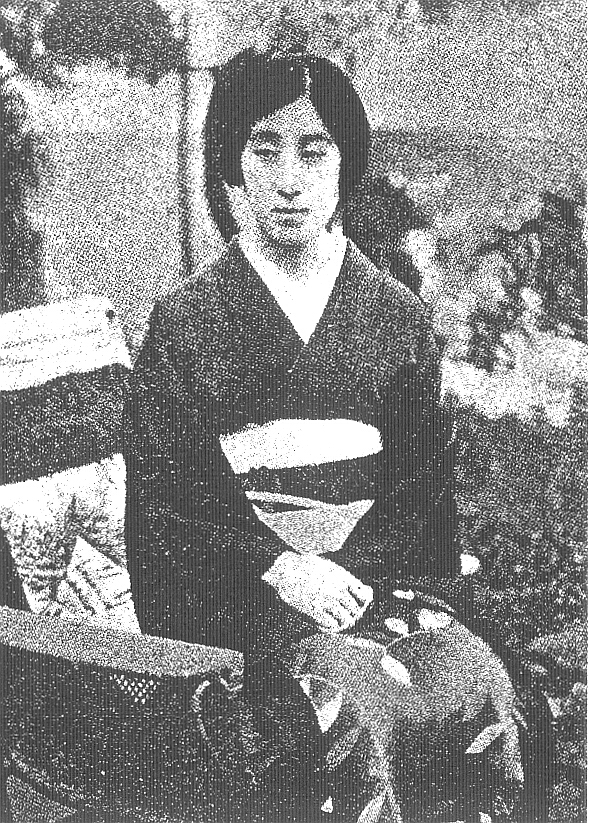
九条武子
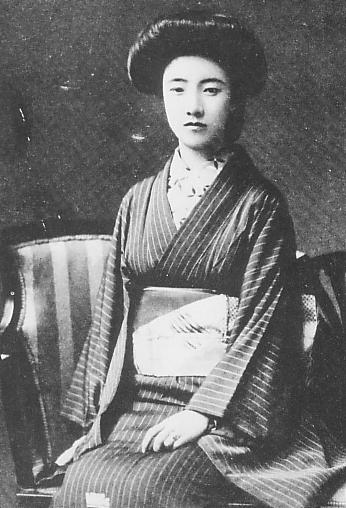
柳原白蓮
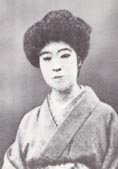
江木欣々
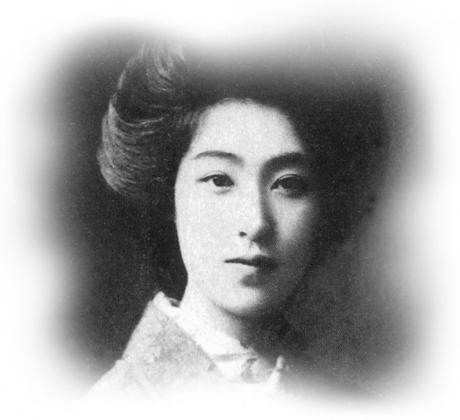
林きむ子

九条武子・柳原白蓮・江木欣々の3人とされる。または、九条武子・柳原白蓮・林きむ子の3人とされる場合もある。
九条武子
1887年（明治20年） - 1928年（昭和3年）
旧姓・大谷武子。1887年、京都西本願寺・大谷光尊の二女として生まれる。1909年、男爵・九条良致と結婚。才色兼備の歌人として知られた。
柳原白蓮
1885年（明治18年） - 1967年（昭和42年）
北小路資武と結婚したがほどなく離婚。九州の炭鉱王・伊藤伝右衛門と再婚したが、宮崎龍介との駆け落ちした白蓮事件で話題をふりまく。1923年、宮崎と結婚し、情熱的歌人として知られた。菊池寛 の小説『真珠夫人』や映画『麗人』のモデルとなり、2014年連続テレビ小説の「花子とアン」では葉山蓮子として描かれる。
江木欣々
1877年（明治10年） - 1930年（昭和5年）
新橋の芸者で、法律学者・江木衷と結婚し、社交界で名を知られた。江木と死別した後の1930年、異父弟・早川徳次の家で自殺（縊死）。
林きむ子
1884年（明治17年） - 1967年（昭和42年）
芸能一家に生まれ、あらゆる芸事を身につけた。1904年に代議士の日向輝武と結婚して社交界の花となるが、夫の死後、詩人の林柳波と結婚、スキャンダルとなる。舞踊家としては林流を創始した。日本舞踊協会監事。「美顔水」の考案者でもある。
- 九条武子
- 柳原白蓮
- 江木欣々
- 林きむ子